# Charles Marsham, II conte di Romney
Charles Marsham, II conte di Romney (22 novembre 1777 – 29 marzo 1845) è stato un nobile e politico inglese.

## Biografia
Era l'unico figlio maschio di Charles Marsham, I conte di Romney, e di sua moglie, Lady Frances Wyndham, figlia di Charles Wyndham, II conte di Egremont.

## Carriera
È stato deputato per Hythe (1798-1802 e 1806-1807) e per Downton (1803-1806). Nel 1811 succedette al padre e prese il suo posto nella Camera dei lord.

## Matrimoni

### Primo Matrimonio
Sposò, il 9 settembre 1806, Sophia Pitt (?-9 settembre 1812), figlia di William Morton Pitt. Ebbero cinque figli:
- Lady Sophia Marsham (13 luglio 1807-4 gennaio 1863), sposò Peter Richard Hoare, ebbero quattro figli;
- Charles Marsham, III conte di Romney (30 luglio 1808-3 settembre 1874);
- Lady Frances Marsham (9 novembre 1809-29 dicembre 1901), sposò Edward Charles Fletcher, ebbero cinque figli;
- Lady Mary Marsham (15 aprile 1811-23 febbraio 1871), sposò Henry Hoare, ebbero cinque figli;
- Lady Charlotte Marsham (30 agosto 1812-18 novembre 1879), sposò George William Corker, non ebbero figli.

### Secondo Matrimonio
Sposò, l'8 febbraio 1832, Mary Elizabeth Townshend (1800-25 dicembre 1847), figlia di John Townshend, II visconte Sydney. Ebbero un figlio: 
- Robert Marsham-Townshend (15 novembre 1834-11 dicembre 1914), sposò Clara Catherine Paley, ebbero due figli.

## Ascendenza
|                                       |                                |                                       | Genitori                             |  |  | Nonni |  |  | Bisnonni                        |  |  | Trisnonni                    |  |
|                                       |                                |                                       |                                      |  |  |       |  |  | Robert Marsham, I barone Romney |  |  | Robert Marsham, IV baronetto |  |
|                                       |                                |                                       |                                      |  |  |       |  |  | Robert Marsham, I barone Romney |  |  | Robert Marsham, IV baronetto |  |
|                                       |                                | Margaret Bosville                     |                                      |  |  |       |  |  | Robert Marsham, I barone Romney |  |  |                              |  |
| Robert Marsham, II barone Romney      |                                |                                       |                                      |  |  |       |  |  | Robert Marsham, I barone Romney |  |  |                              |  |
|                                       |                                | Elizabeth Shovell                     | Cloudesley Shovell                   |  |  |       |  |  |                                 |  |  |                              |  |
|                                       |                                | Elizabeth Shovell                     | Cloudesley Shovell                   |  |  |       |  |  |                                 |  |  |                              |  |
|                                       |                                | Elizabeth Shovell                     | Elizabeth Hill                       |  |  |       |  |  |                                 |  |  |                              |  |
| Charles Marsham, I conte di Romney    |                                | Elizabeth Shovell                     |                                      |  |  |       |  |  |                                 |  |  |                              |  |
|                                       |                                | Charles Pym                           | …                                    |  |  |       |  |  |                                 |  |  |                              |  |
|                                       |                                | Charles Pym                           | …                                    |  |  |       |  |  |                                 |  |  |                              |  |
|                                       |                                | Charles Pym                           | …                                    |  |  |       |  |  |                                 |  |  |                              |  |
| Priscilla Pym                         |                                | Charles Pym                           |                                      |  |  |       |  |  |                                 |  |  |                              |  |
|                                       |                                | …                                     | …                                    |  |  |       |  |  |                                 |  |  |                              |  |
|                                       |                                | …                                     | …                                    |  |  |       |  |  |                                 |  |  |                              |  |
|                                       |                                | …                                     | …                                    |  |  |       |  |  |                                 |  |  |                              |  |
| Charles Marsham, II conte di Romney   |                                | …                                     |                                      |  |  |       |  |  |                                 |  |  |                              |  |
|                                       | William Wyndham, III baronetto | Edward Wyndham, II baronetto          |                                      |  |  |       |  |  |                                 |  |  |                              |  |
|                                       | William Wyndham, III baronetto | Edward Wyndham, II baronetto          |                                      |  |  |       |  |  |                                 |  |  |                              |  |
|                                       | William Wyndham, III baronetto | Catharine Leveson-Gower               |                                      |  |  |       |  |  |                                 |  |  |                              |  |
| Charles Wyndham, II conte di Egremont | William Wyndham, III baronetto |                                       |                                      |  |  |       |  |  |                                 |  |  |                              |  |
|                                       |                                | Catherine Seymour                     | Charles Seymour, VI duca di Somerset |  |  |       |  |  |                                 |  |  |                              |  |
|                                       |                                | Catherine Seymour                     | Charles Seymour, VI duca di Somerset |  |  |       |  |  |                                 |  |  |                              |  |
|                                       |                                | Catherine Seymour                     | Elizabeth Percy, baronessa Percy     |  |  |       |  |  |                                 |  |  |                              |  |
| Frances Wyndham                       |                                | Catherine Seymour                     |                                      |  |  |       |  |  |                                 |  |  |                              |  |
|                                       |                                | George Carpenter, II barone Carpenter | George Carpenter, I barone Carpenter |  |  |       |  |  |                                 |  |  |                              |  |
|                                       |                                | George Carpenter, II barone Carpenter | George Carpenter, I barone Carpenter |  |  |       |  |  |                                 |  |  |                              |  |
|                                       |                                | George Carpenter, II barone Carpenter | Alice Caulfeild                      |  |  |       |  |  |                                 |  |  |                              |  |
| Alicia Carpenter                      |                                | George Carpenter, II barone Carpenter |                                      |  |  |       |  |  |                                 |  |  |                              |  |
|                                       |                                | Elizabeth Petty                       | David Petty                          |  |  |       |  |  |                                 |  |  |                              |  |
|                                       |                                | Elizabeth Petty                       | David Petty                          |  |  |       |  |  |                                 |  |  |                              |  |
|                                       |                                | Elizabeth Petty                       | Mary Crokes                          |  |  |       |  |  |                                 |  |  |                              |  |
|                                       |                                | Elizabeth Petty                       |                                      |  |  |       |  |  |                                 |  |  |                              |  |